# Amorphophallus scutatus
Amorphophallus scutatus är en kallaväxtart som beskrevs av Wilbert Leonard Anna Hetterscheid och T.C.Chapm. Amorphophallus scutatus ingår i släktet Amorphophallus och familjen kallaväxter. Inga underarter finns listade.